# Kostel svatého Rocha (Plzeň)
Zaniklý kostel svatého Rocha stával v Plzni na Roudné na břehu řeky Mže bezprostředně poblíž Rooseveltova dříve Saského mostu.

## Historie
Bělohlávek M. spojuje vznik kostela sv. Rocha s kaplí sv. Fabiána a Šebestiána a svaté Anny resp. uvádí, že kostel svatého Rocha je nové označení pro tutéž sakrální stavbu. Vznik stavby je kladen do roku 1599. Kovář J. však uvádí výstavbu "kaple" svatého Rocha v roce 1598 a to rovněž na Saském předměstí pod koncem mostu. O vzniku kostela sv. Rocha se zmiňuje i Martinovský I., který hovoří o vzniku dvou sakrálních staveb. Kostel svatého Rocha byl dle tohoto pramene vystavěn v době moru roku 1598 z podnětu měšťana Šebestiána Pechovského z Turnštejna. Tentýž měšťan nechal spolu se svojí manželkou Annou v roce 1599 postavit v sousedství kostela sv. Rocha již zmiňovanou kapli Sv. Fabiána, Šebestiána a sv. Anny.
V roce 1543 je kostel sv. Rocha zmiňován v souvislosti se správou plzeňské farnosti, jako místo pořádání bohoslužeb.
Zánik této svatyně je spojován s tolerančním patentem císaře Josefa II., kdy po jeho přijetí v roce 1781 dochází v Plzni ke zrušení řady církevních staveb v Plzni, mimo jiné i kostela sv. Rocha v roce 1783.
V letech 1999-2000 byly při přestavbě domu objeveny pozůstatky obou staveb.. V domě čp.84 v ulici U Svatého Rocha se nacházejí pozůstatky pravděpodobně kostela sv. Rocha, konkrétně pak byly objeveny zbytky renesančních nápisů, kdysi součást nástěnných maleb a v podélných stěnách i stopy valené klenby. Sousední objekt čp. 57 by měl ukrývat stopy po zmiňované kapli sv. Fabiána a Šebestiána a sv. Anny.

## Popis interiéru a inventáře
Ze zaniklého kostela sv. Rocha byly před jeho zrušením přeneseny do kostela Všech svatých dva oltáře včetně cínových svícnů s nápisem: "Pro altari St. Rochi". Tyto oltáře byly užity jako boční oltáře v lodi kostela Všech svatých.